# Provinciale weg 220
Der Provinciale weg 220 (kurz: N220) ist eine niederländische Landstraße in der Provinz Zuid-Holland, die von ’s-Gravenzande bis zur Autobahnauffahrt bei Maasdijk (A20) verläuft.

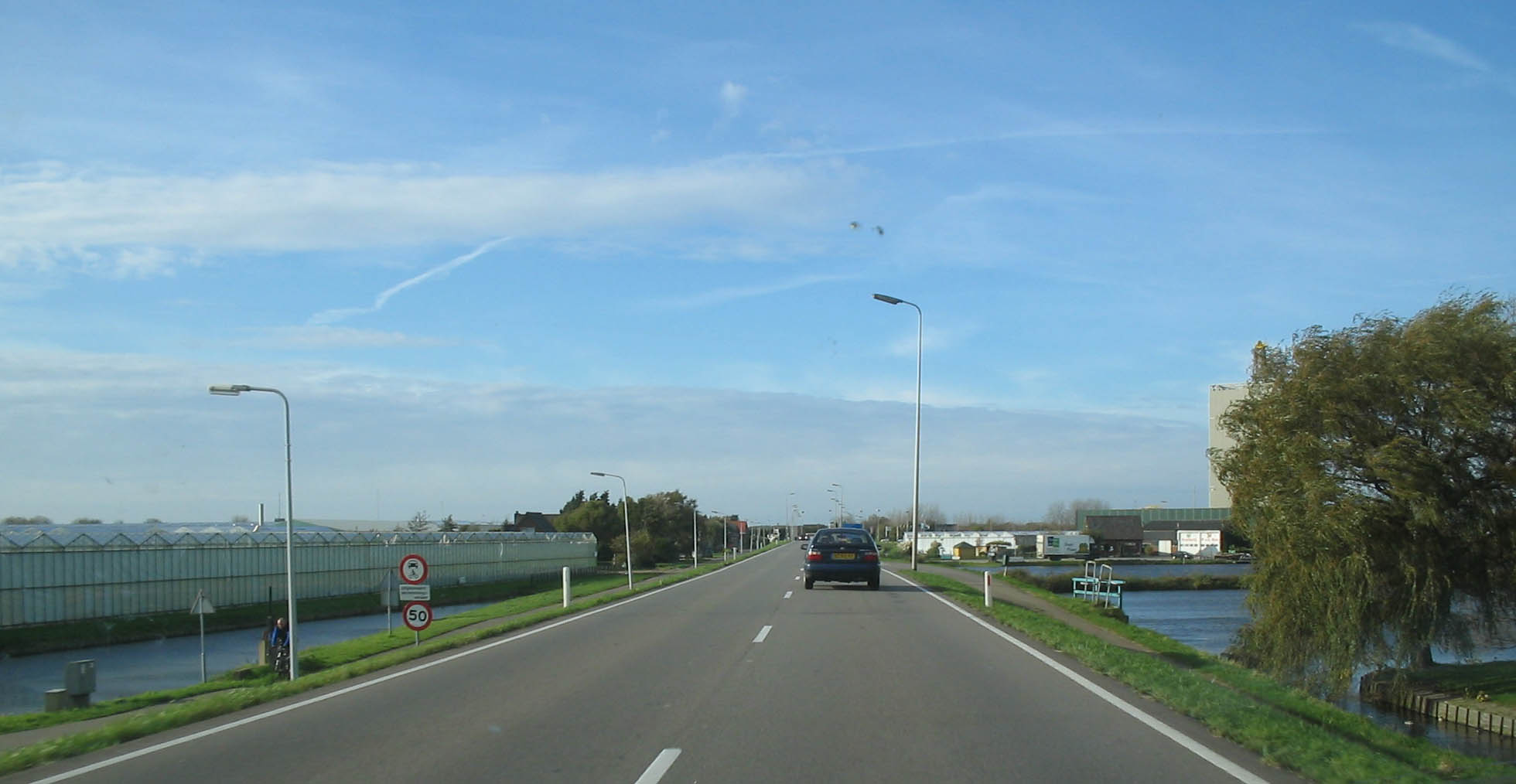
Die N220 auf dem Damm

Zwischen 's-Gravenzande und dem Ortseingang von Maasdijk gilt eine zulässige Höchstgeschwindigkeit von 80 km/h. Ab dem Ortseingang bis zur Autobahnauffahrt gilt eine zulässige Höchstgeschwindigkeit von 60 km/h. Auf der gesamten Länge von 8 km trägt die N220 den Namen Maasdijk. Die N220 verläuft auf einem bereits im 13. Jahrhundert erbauten Damm.
Die N220 ist Teil der Europastraße 25, die von Hoek van Holland nach Palermo (Italien) verläuft. Dadurch ist sie ein wichtiges Bindeglied im internationalen Verkehr zwischen den Niederlanden und dem Vereinigten Königreich. Durchschnittlich fahren 14.000 Autos und 2.000 LKW am Tag über die Straße.
In der Nähe der Kreuzung mit der N223 ist das denkmalgeschützte Gebäude Het Jachthuis (deutsch: das Jagdhaus). Es ist ein Teil des Oranjesluis, ein kleines Schloss von Wilhelm III. (Oranien). Ein wichtiges Bauwerk für die Wasserstraßen der Niederlande.